# いさはやアエル中央商店街
いさはやアエル中央商店街（いさはやあえるちゅうおうしょうてんがい）とは、長崎県諫早市にある3つの町と商店街をまとめたアーケードで、愛称はアエル商店街およびアエルアーケード。

## 概要
南側が栄町通り、ほんまち通りは中央エリア、竹の下通りの北側エリアを合わせて、アーケードの全長が約600m。
意味はギリシャ語の「Aer」は空気と空間で日本語の「会える」という、言葉遊びを込めた名称。